# Палестино-саудовские отношения
Палестино-саудовские отношения — двусторонние дипломатические отношения между Государством Палестина и Саудовской Аравией.
У Палестины есть посольство в Эр-Рияде. Обе страны являются членами или наблюдателями Лиги арабских государств, Организации исламского сотрудничества и Организации Объединенных Наций. В последнее время ходят слухи, которые указывают на охлаждение Саудовской Аравии в отношении поддержки Палестины, которые, как утверждают обе страны, призваны нанести ущерб этим отношениям.

## История
В то время как Саудовская Аравия симпатизировала Палестине после арабо-израильской войны 1948 года, Саудовская Аравия дистанцировалась от конфликта и стала делать упор на более дружелюбный подход, иногда даже пересекающейся с Израилем. Тем не менее, во времена правления короля Фейсала, который являлся либеральным правителем в истории Саудовской Аравии и имел пропалестинские взгляды, Саудовская Аравия установила более тесную связь с Палестиной и поддерживала ее до того уровня, который после Войны Судного дня 1973 года вывел саудовскую нефть с рынка, в результате чего случился Нефтяной кризис 1973 года. Новые доходы от нефти также позволили Фейсалу значительно увеличить помощь и субсидии, поступившие после Шестидневной войны 1967 года для Египта, Сирии и Организации освобождения Палестины. Однако король был убит через два года, и отношения, которые были когда-то теплыми при Фейсале, испортились во второй раз.

## Мнения современников
В то время как саудиты склонны выражать сочувствие палестинцам, палестинцы недолюбливают Саудовскую Аравию.
Как сообщается, Мухаммед ибн Салман Аль Сауд, наследный принц Саудовской Аравии, заявил в 2018 году, что "палестинцы должны принять мир или « замолчать и перестать жаловаться», что вызвало протесты палестинцев по поводу его замечания. Однако король Саудовской Аравии Салман вновь попытался показать свою поддержку Палестине на встрече с президентом Палестины Махмудом Аббасом.